# 히다카촌
히다카촌(일본어: 日高村)은 일본 고치현 다카오카군에 있는 촌이다.

## 인접한 자치체
- 도사시
- 아가와군 이노정
- 다카오카군 사카와정, 오치정

## 역사
- 1954년 10월 15일 - 구사카촌, 노쓰촌과 가모촌의 일부가 합병해 히다카촌이 성립하였다. 촌명은 "일본"(日本)과 "고치현"(高知県)에서 한 문자씩 취한 것에서 유래한다.

## 교통

### 철도
- 시코쿠 여객철도 도산선

### 도로
- 국도 33호선